# Каначак
Каначак — село в Турочакском районе Республики Алтай. Входит в Озеро-Куреевское сельское поселение.

## История
Основано как деревня в 1826 году.
Во времена Российской Империи село Каначак входило в состав Бийского уезда Томской (позже Алтайской) губернии, а с 1923 года — в состав Ойротской автономной области.
4 августа 1920 года был образован Каначакский сельский совет в составе Озеро-Куреевской волости. В 1923 году вошёл в состав Лебёдского (с 1933 года — Турочакского) сельского совета. В его состав входили: Ваганово, Плешково, Каначак. В 1968 году Каначакский сельский совет объединён с Озеро-Куреевским сельсоветом.
В 1926 году в Каначаке была организована коммуна. Для этих целей из Турочака приехало 40 человек с организатором коммуны Ждановым, но коммуна просуществовала недолго и вскоре распалась. В 1930 году был организован колхоз им. Блюхера, позже переименованный в колхоз им. Красноармейца, а в 1960 году — в колхоз имени Ленина.

## География
Село Каначак расположено на левом берегу реки Бия в северной части республики недалеко от границы с Алтайским краем.
Расстояние до административного центра — Озеро-Куреевского сельского поселения, около 2-х километров. Естественным препятствием служит река Бия. Расстояние до районного центра — села Турочак — 49 километров, из них 47 — по автодороге Бийск-Артыбаш.
Центральная часть населённого пункта расположена на высоте 262 метра над уровнем моря.
В селе 4 улицы: Алёшинская, Береговая, Заречная и Лесная.

## Инфраструктура
В Каначаке есть электричество и телефонная линия.
В селе есть действующий клуб и спортивная площадка.

## Транспорт
До села Каначак можно добраться по автодороге Бийск-Артыбаш. Сначала доехать на автобусе до села Озеро-Куреево, а дальше переправой через Бию в Каначак (переправа работает ежедневно, кроме воскресенья).

## Население
| 2010 | 2011 | 2012 | 2013 | 2014 | 2015 | 2016 |
| ---- | ---- | ---- | ---- | ---- | ---- | ---- |
| 103  | →103 | ↗104 | ↗116 | ↘112 | ↘102 | ↗106 |